# Гудвин, Рэйвен
Рэйвен Гудвин (англ. Raven Goodwin; род. 24 июня 1992, Вашингтон) — американская актриса.

## Биография
Рэйвен Тишенна Гудвин родилась 24 июня 1992 года в Вашингтоне, США.
Дебютировала в кино в 2001 году в фильме «Обаятельная и привлекательная». В 2003 году снялась в фильме «Станционный смотритель». В дальнейшем снималась преимущественно в телесериалах, среди которых «Просто Джордан», «Пухлики», «Держись, Чарли!», «Быть Мэри Джейн» и другие.

## Личная жизнь
В 2019 году Гудвин объявила о помолвке с финансовым директором Уайли Баттл через инстаграм.

## Фильмография
| Год       |     | Русское название               | Оригинальное название                     | Роль                     |
| --------- | --- | ------------------------------ | ----------------------------------------- | ------------------------ |
| 2001      | ф   | Обаятельная и привлекательная  | Lovely & Amazing                          | Энни Маркс               |
| 2003      | ф   | Станционный смотритель         | The Station Agent                         | Клео                     |
| 2004—2005 | с   | Малкольм в центре внимания     | Malcolm in the Middle                     | Бьюзи №2                 |
| 2005      | с   | Сильное лекарство              | Strong Medicine                           | Тара                     |
| 2006      | с   | Все ненавидят Криса            | Everybody Hates Chris                     | Тэнджи                   |
| 2006      | ф   | Толстушки                      | Phat Girlz                                | Джезмин Билтмор в 13 лет |
| 2006      | с   | Всё о нас                      | All of Us                                 | Кортни                   |
| 2006      | тф  |                                | Just a Phase                              | Кристал                  |
| 2007      | ф   | Всё о нас                      | All About Us                              | диджей                   |
| 2008      | кор |                                | Just Jordan: Behind the Scenes            | девушка                  |
| 2007—2008 | с   | Просто Джордан                 | Just Jordan                               | Тэнджи Каннингем         |
| 2008      | кор |                                | My Genie                                  | Принсин Джинджи          |
| 2008      | с   | Студия 30                      | 30 Rock                                   | Пэм                      |
| 2010      | с   | Пухлики                        | Huge                                      | Бекка Хаффстеттер        |
| 2010—2014 | с   | Держись, Чарли!                | Good Luck Charlie!                        | Айви Венц                |
| 2011      | с   | Хор                            | Glee                                      | Шейла                    |
| 2011      | с   | Новенькая                      | The New Girl                              | Дезире                   |
| 2011      | тф  | Держись, Чарли!: Это Рождество | Good Luck Charlie!: It's Christmas!       | Айви Венц                |
| 2013—2019 | с   | Быть Мэри Джейн                | Being Mary Jane                           | Низи Паттерсон           |
| 2017      | ф   | Дочь и мать её                 | Snatched                                  | Лью                      |
| 2017—2019 | с   | Мамаша                         | SMILF                                     | Элайза                   |
| 2019      | тф  |                                | Christmas Belles                          | Делия Росс               |
| 2020      | тф  |                                | The Clark Sisters: First Ladies of Gospel | Дениз Кларк Брэдфорд     |

## Награды и номинации
| Год  | Награда                                    | Категория                                               | Работа                                    | Результат |
| ---- | ------------------------------------------ | ------------------------------------------------------- | ----------------------------------------- | --------- |
| 2003 | Black Reel Awards                          | Best Breakthrough Performance                           | Обаятельная и привлекательная             | Номинация |
| 2003 | Независимый дух                            | Лучший дебют                                            | Обаятельная и привлекательная             | Номинация |
| 2003 | Online Film & Television Association Award | Best Youth Performance                                  | Обаятельная и привлекательная             | Номинация |
| 2004 | Phoenix Film Critics Society Awards        | Лучший актёрский ансамбль                               | Станционный смотритель                    | Номинация |
| 2004 | Премия Гильдии киноактёров США             | Лучший актёрский состав в игровом кино                  | Станционный смотритель                    | Номинация |
| 2020 | Black Reel Awards                          | Outstanding Supporting Actress, TV Movie/Limited Series | The Clark Sisters: First Ladies of Gospel | Номинация |